# Tom Leeb
Pour les articles homonymes, voir Leeb.
Tom Leeb, né le 21 mars 1990 à Paris, est un humoriste, acteur et chanteur français.

## Biographie

### Famille
Fils de l'humoriste Michel Leeb et de la journaliste Béatrice Malicet, Tom Leeb est né à Paris en 1990. Il est le benjamin de la famille, après Fanny (née en 1986) et Elsa (née en 1988).

### Vie privée
Tom Leeb est en couple avec la comédienne Constance Labbé,.

### Carrière
En 2003, il joue au théâtre avec son père dans Madame Doubtfire.
Il suit des cours de théâtre, cinéma, chant et danse dans les grandes écoles de New York pendant cinq ans.
En 2013, il est choisi pour le rôle de Tom dans la série Sous le soleil de Saint-Tropez, puis joue le rôle d’Adrien dans un épisode de Section de recherches. La même année, il tourne pour le cinéma dans Paroles.
Il apparaît dans le film Avis de mistral, avec Jean Reno en 2014. La même année, il forme un duo comique avec le comédien Kevin Levy et, ensemble, ils créent leur premier spectacle : Kevin et Tom. Les deux humoristes font la première partie de Gad Elmaleh à l'Olympia, puis tournent ensuite sur les scènes parisiennes. En parallèle de leur spectacle, ils se lancent dans un nouveau format, des mini-séquences vidéo d'environ trois minutes intitulées : « Comment… ».
En mars 2018, il est chanteur et musicien. Il sort son premier single Are We Too Late sous le label Roy Music. Ce titre apparaît sur son premier album Recollection, sorti le 20 septembre 2019 et sur sa réédition sortie le 15 mai 2020. Il s'inspire d'artistes comme John Mayer, Matt Corby ou encore Ben Howard. Peu avant, il joue dans Edmond sous la direction d'Alexis Michalik et y incarne Leo Volny.
Le 14 janvier 2020, France 2 annonce avoir sélectionné Tom Leeb pour représenter la France au Concours Eurovision de la chanson 2020, prévu le 16 mai, avec sa chanson Mon alliée (sous titre de The Best in Me). Le concours est finalement annulé le 18 mars 2020, à la suite de la pandémie de Covid-19.
Il annonce le 19 juin 2020 qu'il ne représentera pas la France à l'Eurovision 2021, en raison d'un emploi du temps chargé. Il est l'un des rares candidats à ne pas avoir retenté sa chance, à l'édition suivante.
En 2024, Tom Leeb sort un nouvel album Bedrock et apparaît dans le téléfilm Le Livreur de Noël diffusé le 25 décembre 2024 sur France 2.

## Filmographie

### Cinéma

#### Longs métrages
- 2013 : Paroles de Véronique Mucret Rouveyrollis
- 2014 : Avis de mistral de Rose Bosch : Tiago
- 2017 : Jour J de Reem Kherici : Gabriel
- 2017 : Overdrive d'Antonio Negret : le touriste américain no 2
- 2017 : Mon poussin de Frédéric Forestier : Romain
- 2017 : Papillon de Michael Noer : l'avocat de Dega
- 2017 : Les Nouvelles Aventures de Cendrillon de Lionel Steketee : le nain Relou
- 2019 : Edmond d'Alexis Michalik : Leo Volny (Christian de Neuvillette)
- 2020 : C'est la vie de Julien Rambaldi : Jérôme
- 2021 : Pourris gâtés de Nicolas Cuche : Juan Carlos
- 2021 : 8 Rue de l'Humanité de Dany Boon : Samuel
- 2023 : Nouveau départ de Philippe Lefebvre : Stéphane
- 2023 : DogMan de Luc Besson : Carter
- 2024 : Les Cadeaux de Raphaële Moussafir et Christophe Offenstein

#### Courts métrages
- 2009 : One Shot de Miguel Parga
- 2013 : Subtitles d'Allan Duboux et lui-même
- 2015 : This New Generation de lui-même : Joe
- 2016 : Lola & Eddie de Charlotte Karas et Jordan Goldnadel : Eddie
- 2016 : Happy Anniversary de Franck Victor
- 2017 : Unexpected de Jessy Langlois : Jeremy
- 2017 : Momentum de David Solal : Ron
- 2019 : Jeux de grands de Céline Gaudry

#### Réalisation
- 2021 : Des Corps

### Télévision

#### Séries télévisées
- 2013-2014 : Sous le soleil de Saint-Tropez : Tom Devos (saisons 1 et 2)
- 2014 : Section de recherches : David Bréand (saison 8, épisode 9 : Cyrano)
- 2018 : Nina : Anto (saison 4, épisode 4 : D'abord ne pas nuire)
- 2020 : Infidèle : Gabriel (saison 2)
- 2021 : Plan B : Manu
- 2021 : Scènes de ménages, prime La Vie de château
- 2022 : L'Amour (presque) parfait : Stéphane
- 2022 : Les Combattantes d'Alexandre Laurent : Joseph Duvernet
- 2023 : Un gars, une fille (au pluriel) : Loulou
- 2025 : L'Or bleu d'Hippolyte Dard

#### Téléfilms
- 2024 : Le Vent des sables de Stéphane Kappes : Olivier Finet
- 2024 : Le Livreur de Noël de Cécilia Rouaud : Julien

## Théâtre
- 2003 : Madame Doubtfire, adapté par Albert Algoud, mise en scène Daniel Roussel, Théâtre de Paris
- 2013 : Kevin & Tom
- 2024 : La Veuve rusée de Carlo Goldoni, mise en scène Giancarlo Marinelli, théâtre des Bouffes Parisiens

## Discographie

### Albums
- 2019 : Recollection
- 2020 : Silver Lining
- 2024 : Bedrock[10]

### Singles
- 2018 : Are We Too Late
- 2020 : Mon Alliée
- 2020 : Si tu savais
- 2020 : Run Away
- 2020 : You Got Something
- 2023 : Anywhere You're Not (Acoustic Version)
- 2023 : Brothers
- 2023 : Blood to Fire
- 2023 : Nobody Knows me Like you do
- 2023 : Brand New Day
- 2023 : When a Man Needs a Woman (Live At Alhambra Studios)
- 2024 : This Love
- 2024 : Breakaway
- 2024 : Somebody Else
- 2024 : You'll be Alright
- 2024 : Wherever Leads the Road
- 2024 : Home